# イビル・シビルの戦い
イビル・シビルの戦い（イビル・シビルのたたかい、中国語: 亦必兒失必兒之戰）とは、1293年から1297年にかけてイビル・シビル地方（オビ川流域一帯、現在の西シベリア平原）でカイドゥ・ウルス軍と大元ウルス軍との間で行われた戦闘。
史料上では戦闘の勃発に至る経緯は明記されないが、ジョチ・ウルスと大元ウルスの友好関係を阻止すべくカイドゥ・ウルスがこの地方を進出し、これに対抗して大元ウルス側も出兵したことにより引き起こされた戦闘と考えられている。

## 背景

シビル・ハン国の領域。「シビル」という地名はモンゴル時代の「イビル・シビル」に由来する。

13世紀後半、オゴデイ家出身のカイドゥはモンゴル帝国第5代皇帝クビライに不満を懐く諸勢力を糾合し、中央アジアに独立した王権(カイドゥ・ウルス)を打ち立てた。カイドゥはクビライ政権そのものを打倒しようとはしなかったものの、自らの中央アジアにおける支配権を確立すべく、主にウイグリスタン等において大元ウルス軍と熾烈な戦闘を繰り広げた。1287年に大元ウルス内でナヤンの乱が勃発すると、これを好機と見たカイドゥは1288年・1290年にモンゴル高原に出兵するも、これも大元ウルス側の防戦によって撃退され、両勢力の抗争は膠着した。
一方、キプチャク草原を支配するジョチ・ウルスは一連の争乱においてどちらか一方に過度に肩入れすることなく、つかず離れずの中立的な態度を維持していた。しかし、1280年にトダ・モンケが新たな当主として推戴されると、左翼(オルダ・ウルス)のコニチと右翼のノガイの協議によって大元ウルスと友好関係を築くことが決定され、その証として軟禁状態にあったノムガンを大元ウルスに返還することになった。このようなジョチ・ウルスの態度の変化はカイドゥ・ウルスの勢力拡大に伴ってジョチ家の中央アジアにおける権益が脅かされるようになったことが関係していると考えられている。
カイドゥ軍の攻勢によってウイグリスタンを失陥していた大元ウルスは、僅かにモンゴル高原西北部からイェニセイ川上流域を通じて西シベリア(イビル・シビル地方)に出るルートでのみジョチ・ウルスと接していた。ジョチ・ウルスとの関係が好転した大元ウルス軍はこの方面に軍を展開することが可能となり、これを脅威と見たカイドゥ側もこの方面に出兵したことにより、イビル・シビルの戦いは引き起こされたと推測されている。
1290年代後半にオルダ・ウルス(ジョチ・ウルスの左翼部)当主となったバヤンとカイドゥの関係について、『集史』は以下のように記している。
すなわち、カイドゥ側はカアン軍(大元ウルス軍)とバヤン軍(ジョチ・ウルス軍)の連合を恐れており、その対抗策として(1)配下の諸王の派遣、(2)ジョチ家王族のクペレクによる叛乱支援、という2つの政策をオルダ・ウルス(ジョチ・ウルス左翼部)に仕掛けていた。漢文史料の『元史』に「(大元ウルス軍は)カイドゥの将バアリン(八憐)・テレングト(帖里哥歹)・必里察らとイビル・シビルの地(亦必児失必児之地)において戦った」と記される一連の戦闘は、まさにこのカイドゥによる出兵に連動して生じたものであった。

## 戦闘

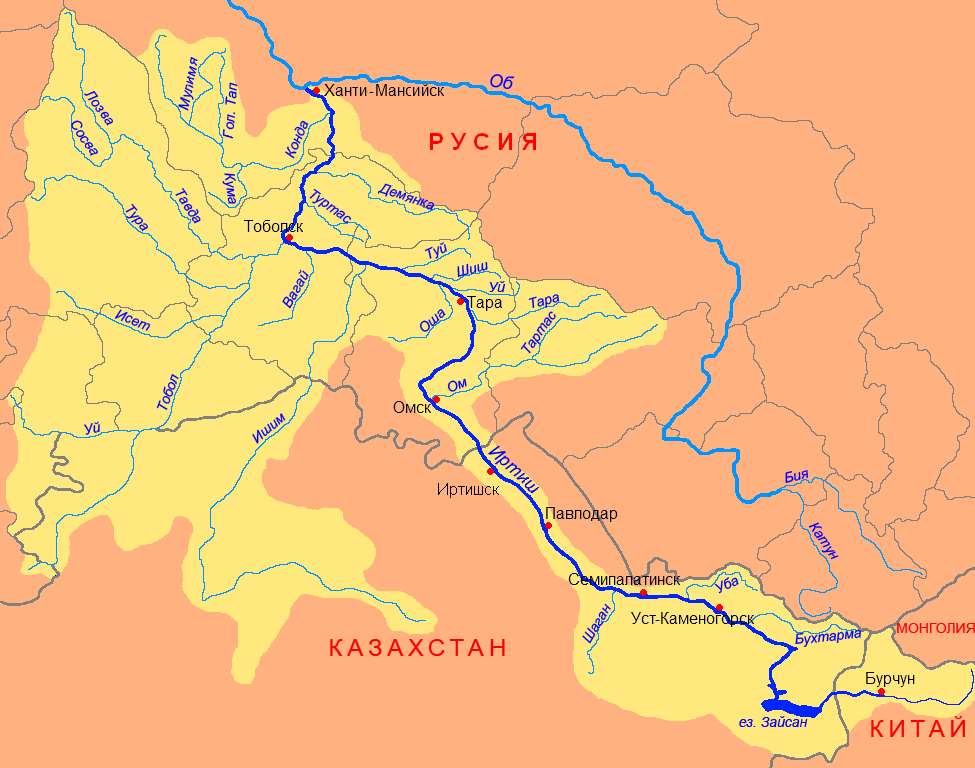
イルティシュ川流域図。

『元史』や『国朝文類』巻26所収の句容郡王世績碑等によると、イビル・シビル戦いで大元ウルス側の指揮官として抜擢されたのは、シリギの乱やナヤンの乱でも活躍したキプチャク軍団長のトトガクとアスト軍団長のユワスらであった。クビライによって新設されたキプチャク軍団・アスト軍団は、比較的遅い時期にモンゴルに降った西方のキプチャク人・アスト人によって構成されていたが、新参者であるが故にモンゴル人同士の内戦でためらいなく戦えるという強みを有していた。この頃、皇太子テムルがカイドゥに対抗するためにモンゴル高原に駐屯しており、その配下であったトトガクとユワスは1292年(至元29年)にアルタイ山脈(金山)に進出しカイドゥ配下の3千戸を捕虜とする功績を挙げた。アルタイ山脈地方に駐屯するキプチャク軍・アスト軍に対し、今度はキルギス地方(現在のトゥヴァ共和国)に侵攻するよう命が降り、これがイビル・シビル戦役の幕開けとなる。

### 第一次戦役
1293年(至元30年)より侵攻を開始したトトガクは、まずケム河(イェニセイ川上流)に沿って北上すると、遭遇した敵兵を尽く捕虜とし兵を率いて同地を鎮撫した。これを聞いたカイドゥ側も兵を率いてケム河流域に侵攻してきたが、トトガクらはこれを撃退して敵将の孛羅察を捕虜とする戦果を挙げた。1294年(至元31年)には既に高齢であったクビライが死去したが、クビライの死はむしろ「反クビライ」で結束していたカイドゥ・ウルス衝撃を与えた。クビライの報復を恐れてカイドゥに従っていたヨブクル、ウルス・ブカ、ドゥルダカら三領侯は1296年（元貞2年）秋にアルタイ山脈方面のウルン・ハンで大元ウルス側に投降し、これを現地で迎え入れたのがこの方面に駐屯していたトトガクであった。
三領侯の投降に衝撃を受けたカイドゥはそれまでの方針から一変して積極的攻勢を仕掛けるようになり、その一環として先述した「クペレクの乱」支援によるオルダ・ウルスへの介入、イビル・シビル地方への再出兵を開始した。大元ウルス側では従来のキプチャク軍団・アスト軍に加えて投降したばかりのヨブクル・ドゥルダカも起用し、カイドゥ軍を迎え撃とうとした。なお、この時クビライの後継者としてテムルがオルジェイトゥ・カアンとして即位したため、モンゴル高原駐屯軍司令官の地位はココチュが受け継いでおり、またトトガクが病死したことにより息子のチョンウルがキプチャク軍団長の地位を継承している。

### 第二次戦役

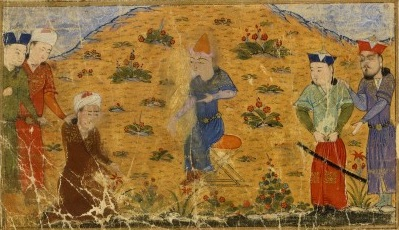
『集史』パリ写本に描かれるドゥルダカ

投降したばかりのヨブクルとドゥルダカ、クビライ時代からこの方面に駐屯するチョンウル・ユワスらは、1297年(大徳元年)よりアルタイ山脈を越えてカイドゥ配下の「バアリン部の地(八隣之地)」を攻めた。バアリン部の南には「荅魯忽」という大河があり、カイドゥ配下のテレングト部が川沿いに木柵を築いて陣営を作っていた。テレングト兵は馬から下りて木柵の中に隠れ、主に弓矢で応戦したため、大元ウルス軍は攻めあぐねた。そこでチョンウルは突如銅角を一斉に鳴らし兵士に大声を挙げさせることで敵軍を驚かせ、あわてたテレングト兵が馬に乗り始めたところで一斉に渡河し、敵軍を大いに破った。更に、この時河川が増水して木柵も流され、守りを失ったテレングト兵は50里に渡って追撃を受け、チョンウルらはテレングト軍の人馬・オルドを尽く鹵獲して帰還した。
その後、大元ウルス軍はアルイ・シラス(Alui Siras)の地に進出し、チョンウル軍はカサル家のババ・オグル率いる軍団とアルイ河で、ユワス軍はグユク家のトクメ率いる3万の軍団とシラス河で、それぞれ相対した。ババ・オグルはバアリン部が苦戦していることを知ったカイドゥが援軍として派遣した将で、アルイ河付近の高山に布陣したが、騎乗には向かない地形だったので下馬していた。そこでチョンウルは軍を率いて一挙に敵軍に接近し、すぐに身動きがとれなかったババ・オグル軍を打ち破った。チョンウル軍は30里に渡ってババ・オグル軍を追撃し、遂にババ・オグルは単身逃れ去ったという。一方、ユワスは射撃を得意とする兵300を選抜して隘路を守り、矢の斉射によってトクメ軍を遂に撤退に追い込んだ。
以上のように、主にキプチャク軍団長トトガク・チョンウル父子とアスト軍団長ユワスの活躍によってイビル・シビルの戦いは大元ウルス軍の優勢に終わった。しかし、この後カイドゥ・ウルスと大元ウルス間の主戦場はモンゴル高原に移り、1298年(大徳2年)秋にはドゥアの奇襲によって大元ウルス軍が大敗し高唐王コルギスが捕虜となる事件が起きた。ちょうど同じ頃、オルダ・ウルス当主のバヤンはオルジェイトゥ・カアン(成宗テムル)に対してカイドゥ・ウルスを挟撃することを申し出たが、オルジェイトゥ・カアンを補佐する皇太后ココジン・カトンの時期尚早であるとの発言により、すぐには実行に移されなかった。しかしそれから3年後、バヤンの提案は実行に移されて1301年に大元ウルスとカイドゥ・ウルスとの間に大会戦が繰り広げられ(テケリクの戦い)、一連の戦闘によって負傷したカイドゥが亡くなったことでカイドゥ・ウルスは滅亡に至ることとなる。